# Äventyrsböckerna
Äventyrsböckerna (engelska The Adventure Series) är en serie på åtta böcker av Enid Blyton. Precis som Fem-böckerna består huvudpersonerna av fyra barn och ett husdjur. Här heter barnen Jack, Ann, Filip och Dina - i original (och i den äldre svenska översättningen) Jack, Lucy-Ann, Philip och Dinah - och Jacks kakadua heter Kiki.

## Karaktärer
(förnamn enligt den första översättningen till svenska, efternamn anges baserat på första omnämnandet i böckerna)
- Philip Mannering: Är en pojke med en speciell hårväxt, som gav honom smeknamnet Tufty från Jack. Phillip har liksom sin avlidne far en förmåga att bli vän med alla typer av landdjur han stöter på, och han har ett mindre zoo med små djur någonstans i sina tillhörigheter. Han retas med sin syster Dinah för hon inte tål vissa av dessa djur och bråkar ofta med henne om det. Han är god vän med Jack och är oftast snäll mot Lucy-Ann medan Dinah kan vara lite elak.
- Jack Trent: Är en pojke i samma ålder som Philip med rött hår, gröna ögon och fräknar i ansiktet, Philip ger honom smeknamnet Freckles. Han och hans syster Lucy-Ann är föräldralösa och bodde hos en ovänlig farbror, tills de adopterades av fru Mannering. Jack har en särskilt intresse för fåglar och tillbringar mycket tid med att observera dem. Hans dröm är att bli ornitolog. Han tycker mycket om fru Mannering och har en bra relation till sin syster Lucy-Ann. Efter sitt första äventyr har Jack nästan alltid med sig ett rep och sin kikare som basutrustning.
- Dinah Mannering är Philips lillasyster, ungefär tolv år gammal i början av serien. Liksom sin bror har hon en hårtofs som reser sig på huvudet. Hon delar inte hans gåva att locka till sig eller hans kärlek till djur, särskilt inte de små krypande typerna  som möss, insekter, ormar etc. Hon är lättretad och hon blir ofta måltavla för sin brors retliga skämt, men annars är hon sansad, intelligent och vuxen för sin ålder.
- Lucy-Ann Trent är Jacks lillasyster och den yngsta i kvartetten bara cirka 11 i början av bokserien och även den mest blyga. Liksom sin bror har hon rött hår, gröna ögon och fräknar. Lucy-Ann är mycket tillgiven mot de människor hon älskar, särskilt sin bror Jack. Hon blir ibland gramse på att Jack verkar älska fåglar mer än henne. Hon tycker också mycket om sina adoptivföräldrar Bill och Mrs Mannering. Hon är Dinahs bästa vän och ganska förtjust i Philip.
- Kiki är Jacks papegojehona. Hon beskrivs fysiskt som en kakadua med en tofs på huvudet. Hennes mest iögonfallande drag är hennes enorma repertoar av fraser med kommandon och märkliga ljud, som hon verkar lära sig mycket lätt. Hennes befallningar  lärde hon från Jack och Lucy-Anns ovänliga farbror och hans stränga vaktmästare, som syskonen Trent var tvungna att bo hos tills Jack och Lucy-Ann adopterades av fru Mannering. I berättelserna fungerar Kiki oftast antingen som ett komiskt inslag men också som en räddare ur besvärliga situationer, då hennes röst ibland misstas för att komma från en verklig person.
- Bill Cunningham är en inspektor i en underrättelsetjänst (möjligen den brittiska underrättelsetjänsten). Hans mest framträdande fysiska särdrag är hans halvkala huvud. Han träffar barnen på deras första äventyr och dyker sedan regelbundet upp i serien. Barnens äventyr sammanflätas med Cunninghams arbete och äventyren slutar med att barnen löser uppdragen åt eller med honom. Efter händelserna i Äventyren skepp gifter han sigl med fru Mannering och adopterar alla barnen som sina egna. Barnen kallar honom Bill Smugs på grund av så presenterade han sig under deras första äventyr.
- Mrs Alison Mannering är Philip och Dinahs mor är änka, och har liksom sina barn en hårtofs på toppen av huvudet. Först adopterar hon Jack och Lucy-Ann och ger dem ett kärleksfullt hem. Senare gifter hon sig med deras gemensamma vän Bill Cunningham. Det var menat som ett slut på bokserien som Enid planerade att bara skriva sex böcker i serien. Men senare  skrev hon ytterligare två.

## Översättningar till svenska
Äventyrens ö var den första ungdomsdeckaren av Blyton som översattes till svenska året efter att den getts ut 1945. Det var nio år före den första femboken översattes till svenska. Översättaren hette Gundla Johansson och utgivare var förlaget Ljus ungdomsböcker. Fyra år senare kom Spionslottet  som var en översättning av Äventyrens slott av Allan Säfström också utgiven av Ljus ungdomsböcker. Äventyrens dal  kom också ut 1949.  Översättare  från engelskan var Elsie Tollet och utgivaren var återigen Ljus barnböcker. 
Böckerna översattes sedan på nytt under 1950-talet av Ingegerd Lindström. Äventyrens Flod översattes av Stina Hergin 1960. 1979 översattes Äventyrens ö  av Kajsa Kvist i POP-serien. 1999 kom Äventyrens ö ut i Citadell-serien med Kerstin Lennerthson som översättare. Boken har alltså översatt av 4 olika personer till svenska. Äventyrens hav översattes förutom av Ingegerd Lindström också av  Dalia Olsson då den kom ut i Pop-serien 1981. 1999 kom Äventyrens hav i Citadellserien med Kerstin Lennerthson som översättare. Den har alltså tre olika översättare till svenska.  Den sista boken i bokserien har bara översatts två gånger av Stina Hergin 1960 och Kerstin Lennerthson 1999.

## Bokförteckning
Översättare anges för första gången hela bokserien publicerades på 1950-talet.
1. Äventyrens ö  översättare Ingegerd Lindström.(1956) eng. orig. The Island of Adventure (1944)
2. Äventyrens slott översättare  Ingegerd Lindström (1957) eng. orig. The Castle of Adventure (1946)
3. Äventyrens dal översättare Elsie Tollet (1958) eng. orig. The Valley of Adventure (1947)
4. Äventyrens hav översättare Ingegerd Lindström (1957) eng. orig. The Sea of Adventure (1948)
5. Äventyrens berg  översättare Ingegerd Lindström (1957) eng. orig. The Mountain of Adventure (1949)
6. Äventyrens skepp översättare Ingegerd Lindström (1959) eng. orig. The Ship of Adventure (1950)
7. Äventyrens cirkus översättare Ingegerd Lindström (1959) eng. orig. The Circus of Adventure (1952)
8. Äventyrens flod översättare Stina Hergin (1960) eng. orig. The River of Adventure (1955)